# Мері І. Пірсон
Ме́рі І. Пі́рсон (англ. Mary E. Pearson; нар. 14 серпня 1955) — американська дитяча письменниця, авторка художньої літератури для молоді.
Її книжка «Кімната на вулиці Лорелей» отримала премію «Золотий повітряний змій» 2006 року за художню літературу. Книжка «Поклоніння Дженни Фокс» стала фіналістом премії Андре Нортона і зараз екранізується.

## Вибрані твори
- Девід проти Бога (Houghton Mifflin Harcourt, 2000)
- Оповідачка мрій (Harcourt Paperbacks, 2002)
- Кімната на вулиці Лорелей (Henry Hold and Co., 2005)
- Милі між нами (Holt, 2009)

### Хроніки Дженни Фокс
1. Обожнювання Дженни Фокс (Holt, 2008)
2. Спадок Фокса (Holt, 2011)
3. Фокс назавжди (Holt, 2013)

### Хроніки Залишків
Морріган (приквел, Holt, 2016)
1. Поцілунок обману ((Holt, 2014)
2. Серце зради (Holt, 2015)
3. Краса темряви (Holt, 2016)

### Дуологія «Танець злодіїв»
Дія відбувається в тому ж світі, що й Хроніках Залишків
1. Танець злодіїв (Holt, 2018)
2. Обітниця злодіїв (Holt, 2019)

### Дуологія «Залицяння Брістоля Кітса»
1. Залицяння Брістоля Кітса (Flatiron Books, 2024)
2. Останнє бажання Брістоля Кітса (Flatiron Books, 2025)

### Книжки з картинками
- Огірки в моєму супі, ілюстрації Тома Пейна (Нью-Йорк: Children's Press, 1999)
- Де Макс? , ілюстровано Самантою Л. Вокер (Children's Press, 2000)
- Щедрий я, ілюстрації Гері Крейка (Children's Press, 2005)
- Швидкий Ден, ілюстрації Елдона С. Доті (Children's Press, 2005)
- Я можу все, ілюстрації Джеффа Шеллі (Children's Press, 2008)

## Переклади українською
2025 року у видавництві «РМ» вийшов український переклад першої частини двології «Танець злодіїв» — «Танець злодіїв. Книга 1», перекладачка — Елла Євтушенко.